# Prunus korschinskii
Prunus korschinskii är en rosväxtart som beskrevs av Hand.-mazz.. Prunus korschinskii ingår i släktet prunusar, och familjen rosväxter. Inga underarter finns listade i Catalogue of Life.